# Peyragudes
Peyragudes (Peyresourde-Balestas) er et skisportssted i den centrale del af Pyrenæerne (Midi-Pyrénées) beliggende i departementerne Hautes-Pyrénées og Haute-Garonne. Peyragudes ligger tæt på Col de Peyresourde. Ski-resortet blev oprettet i 1988, da de to mindre skisportssteder; Peyresourde og Agudes blev lagt sammen.

## Pister
Skisportsstedet har 51 pister (6 grønne, 23 blå, 18 røde og 4 sorte) med tilsammen 17 skilifter. Der er også en nybegynder og en børne piste. Desuden er der to Freestyle områder.
Pisterne ligger indenfor højderne maks: 2261m og min: 1458m.

## James Bond anekdote
Den nært liggende privat ejede lufthavn L'altiport de Peyresourde-Balestas, blev i 1997 benyttet til skudscenen i indlednings-sekvensen til den 18. James Bond film; Tomorrow Never Dies. I 2017 i 20-året for skudscenen har man til ære indrettet en ny blå piste med navnet 'piste 007', og som ender tæt på landingsbanen. Tour de France fejrerede ligeledes begivenheden og lagde vejen forbi i 2017.

## Cykling
Opstigningen til Peyragudes begynder fra D618 mellem Arreau og col de Peyresourde. Toppen ligger ved 1.605 moh.

### Prof cykling

#### Route du Sud
- 20. juni 2010: Mål for 3. etapes enkeltstart der startede i Loudenvielle og havde David Moncoutié som vinder.[2].

#### Vuelta a España
- 8. september 2013: Mål for Vueltaens 15. etape. Vinderen blev Alexandre Geniez, der lykkedes at stikke af med et forspring på lidt over tre minutter.

#### Tour de France
| År   | Dato     | Etape | Kategori | Vinder                   |
| ---- | -------- | ----- | -------- | ------------------------ |
| 2012 | 19. juli | 17    | 1        | Alejandro Valverde (ESP) |
| 2017 | 13. juli | 12    | 2 *      | Romain Bardet (FRA)      |

* Kat. 2 skyldes at opstigningen foregår umiddelbart efter

passage af col de Peyresourde.